# 盈江条鳅
盈江条鳅（学名：Nemacheilus yingjiangensis）为輻鰭魚綱鯉形目條鳅科条鳅属的鱼类，是中国的特有物种。分布于伊洛瓦底江水系、云南盈江县的大盈江和腾冲县的龙川江等。该物种的模式产地在盈江县大盈江。

## 扩展阅读
維基物種上的相關：盈江条鳅